# Ducatul de Pentapolis

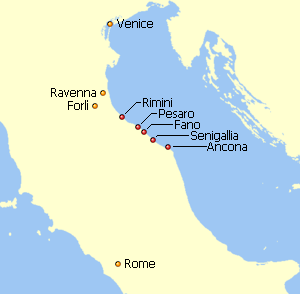
Oraşele incluse în Ducatul de Pentapolis. În roşu: Pentapolis. Orange: Alte oraşe aparţinând Exarhatului de Ravenna.

Ducatul de Pentapolis a reprezentat un ducat din cadrul Imperiului Bizantin, condus de către un duce numit și aflat sub autoritatea prefectului pretorului pentru Italia între anii 554–584, iar apoi sub cea exarhului de Ravenna (584–751). Pentapolis (etimologic, provenind din termenul grecesc πεντάπολις, "cinci orașe") cuprindea orașele Ancona, Fano, Pesaro, Rimini și Sinigaglia. Statul Pentapolis se întindea de-a lungul coastei Mării Adriatice dintre râurile Marecchia și Misco, fiind situat imediat la sud față de centrul teritoriului exarhatului guvernat direct de către exarhul ravennat, la răsărit de Ducatul de Perugia, de asemenea teritoriu bizantin, și la nord de Ducatul de Spoleto, care făcea parte din Regatul longobard al Italiei (întemeiat în 568). Este probabil ca ducatul să-și fi extins teritoriul până la Munții Apenini, poate chiar dincolo de aceștia, iar orașul cel mai sudic să fi devenit Numana, pe malul de nord al Mincio. Capitala ducatului de Pentapolis era la Rimini, iar ducele era atât autoritate civilă, cât și militară în cadrul ducatului.
Pentapolis reprezenta în acea periodă una dintre rutele cele mai traversate ale Italiei. Cetățenii din Pentapolis au căutat cu consecvență să reducă din autoritatea exarhului de Ravenna asupra ducatului, într-un timp (secolul al VII-lea) în care Italia bizantină în general experimenta un proces de descentralizare. În anul 725, când exarhul Paul a intenționat să conducă o expediție punitivă împotriva Ducatului de Roma, unde papa Grigore al II-lea și cetățenii romani uzurpaseră prerogativele imperiale și îl depuseseră pe duce, el a recrutat trupe din Ravenna și din Pentapolis. Istoricul longobard Paul Diaconul informează că exarhul ar fi întâmpinat multe dificultăți în atragerea trupelor necesare, motiv pentru care expediția sa ar fi fost în cele din urmă un eșec. În anul 726, iconoclasmul promovat de împăratul Leon al III-lea Isaurianul a devenit public pentru prima dată. Incapacitatea exarhului de Ravenna de a-și impune autoritatea asupra Romei, ca și slaba sa poziție în Pentapolis au fost demonstrate atunci când trupele sale din Roma, Ravenna, Pentapolis și Veneția s-au răsculat, declarând că îi iau apărarea papei în fața decretului iconoclast a cărui punere pratică fusese ordonată de exarhul Paul pentru întreaga Italie (727).
În 738, regele longobarzilor Liutprand, aflat în drum spre Spoleto, a străbătut Pentapolis și în timpul tranzitului a fost atacat de către un grup de așa-ziși "spoletani" (longobarzi din Italia centrală) și "romani" (localnici din Pentapolis). Se poate ca localnicii să fi fost atrași către această alianță anti-longobardă de către exarhul Eutychius, care ar fi avut o înțelegere secretă cu ducele de Spoleto, Transamund al II-lea. În mod tradițional, locuitorii din Pentapolis nu se aflau în relații cordiale nici cu bizantinii, cu care Liutprand lupta în 728–729, nici cu exarhul de Ravenna, pe care același Liutprand îl asalta în mod frecvent, însă ei nu erau încântați să considere incursiunile longobarde în teritoriul lor ca pe o "eliberare". Liutprand a atacat Ravenna și Cesena urmând via Aemilia în 743, probabil în scopul de a controla o trecere prin teritoriul bizantin pentru a ajunge la Spoleto. Succesorul său, Ratchis, a atacat la rândul său unele orașe din Pentapolis, ca și Perugia în 749, înainte de a se retrage și a deveni călugăr. Până în anul 752, Pentapolis a sfârșit prin a fi cucerit de către regele longobard Aistulf.